# Bada Malhera
Bada Malhera é uma cidade e uma nagar panchayat no distrito de Chhatarpur, no estado indiano de Madhya Pradesh.

## Demografia
Segundo o censo de 2001, Bada Malhera tinha uma população de 15 042 habitantes. Os indivíduos do sexo masculino constituem 53% da população e os do sexo feminino 47%. Bada Malhera tem uma taxa de literacia de 56%, inferior à média nacional de 59,5%; com 61% para o sexo masculino e 39% para o sexo feminino. 18% da população está abaixo dos 6 anos de idade.